# Porcine Cytomegalie
Die Porcine Cytomegalie (auch als Einschlusskörperchenkrankheit, EK oder EK-Rhinitis bezeichnet) ist eine virale Infektionskrankheit beim Hausschwein, von der besonders Ferkel betroffen sind. Erreger ist das Porcine Cytomegalievirus. Die Erkrankung verläuft meist klinisch inapparent, seltener als milde, respiratorische Infektion. Schwere Verläufe sind bei Ferkeln und Feten trächtiger Sauen zu beobachten, die erstmals während der Trächtigkeit mit dem Virus infiziert werden.

## Erreger
Die porcine Cytomegalie wird durch eine Infektion mit dem Porcinen Cytomegalievirus (PCMV) (taxonomisch auch Suides Herpesvirus 2 genannt) verursacht, das der Unterfamilie Betaherpesvirinae, jedoch noch keiner Gattung zugeordnet wird. Es ist dem Humanen Cytomegalievirus morphologisch und auch in seiner Pathogenese sehr ähnlich. Das PCMV ist weltweit verbreitet und wird durch die Einbringung latent PCMV-infizierter Tiere in den Beständen verbreitet. Die Seroprävalenz ist nur in wenigen Beständen untersucht, in China betrug sie bei einer Untersuchung mehrerer Herden zwischen 94 und 98 %. Die Verbreitung des PCMV wird durch Intensivtierhaltung begünstigt. Das Virus wird von latent infizierten Tieren über Nasensekret und Urin intermittierend ausgeschieden, nach Primärinfektion für mehrere Wochen anhaltend. Es persistiert lebenslang in Makrophagen der Lunge. Das PCMV kann Menschen nicht infizieren, obwohl es bei einer möglichen, zukünftigen Xenotransplantation porciner Organe auf den Menschen (unter der Bedingung der Immunsuppression nach Transplantation) Probleme bereiten könnte, wie man aus Transplantationsexperimenten mit Primaten schließen kann. In vitro sind humane Fibroblasten und Epithelzellen in der Zellkultur produktiv infizierbar.

## Krankheitsbild
Die Infektion mit dem PCMV verläuft überwiegend ohne klinische Krankheitszeichen oder mit einer nur milden, kurzen Atemwegssymptomatik. Durch Schmierinfektion mit Nasensekreten infizierter Tiere gelangt das PCMV an die Drüsenzellen der Nasenschleimhaut als primären Vermehrungsort, von wo es z. B. in Makrophagen zu Epithelzellen anderer Organe (Speicheldrüsen, Lunge, Nierengewebe) gelangt. Nach 10 bis 14 Tagen werden Antikörper gebildet und sehr wahrscheinlich hält die zelluläre Immunität das Virus dauerhaft in der Latenz.
Wesentlich schwerer verläuft die Infektion in der Trächtigkeit. Bei der Primärinfektion von (PCMV-negativen) trächtigen Sauen kann es zu einer Infektion des Fetus kommen. In diesem Fall – da nicht rasch genug mütterliche Antikörper gebildet und über die Plazenta zum Fetus gelangen – führt die fetale Infektion zum Fruchttod mit anschließender Mumifizierung oder Fruchtresorption. Erfolgt die Infektion zeitlich nahe am Geburtstermin, so können schwache oder kaum lebensfähige Ferkel die Folge sein.
Werden Ferkel von PCMV-negativen Sauen in den ersten Lebenswochen infiziert, so zeigen sie nach einer Inkubationszeit von etwa zehn Tagen oft eine nicht-eitrige Rhinitis mit entzündlichen und degenerativen Defekten der Nasenschleimhaut, Nasenausfluss und Niesen. Atembeschwerden und eine Wachstumsretardierung durch schlechte Milchaufnahme können hinzukommen, seltener eine Konjunktivitis oder Epistaxis. Die für die Erkrankung typischen Einschlusskörperchen sind besonders in Drüsengewebe sichtbar, bei den fetalen Infektionen auch in der Lunge, Leber und Niere. Nach ein bis zwei Wochen ist die akute porcine Cytomegalie bei günstigen Haltungsbedingungen meist überstanden, die Letalität ist gering. Ferkel bereits länger infizierter Sauen sind durch passiven Antikörpererwerb über die Plazenta oder durch Aufnahme des Kolostrums nach der Geburt vor der Erkrankung geschützt (Nestschutz).

## Diagnostik

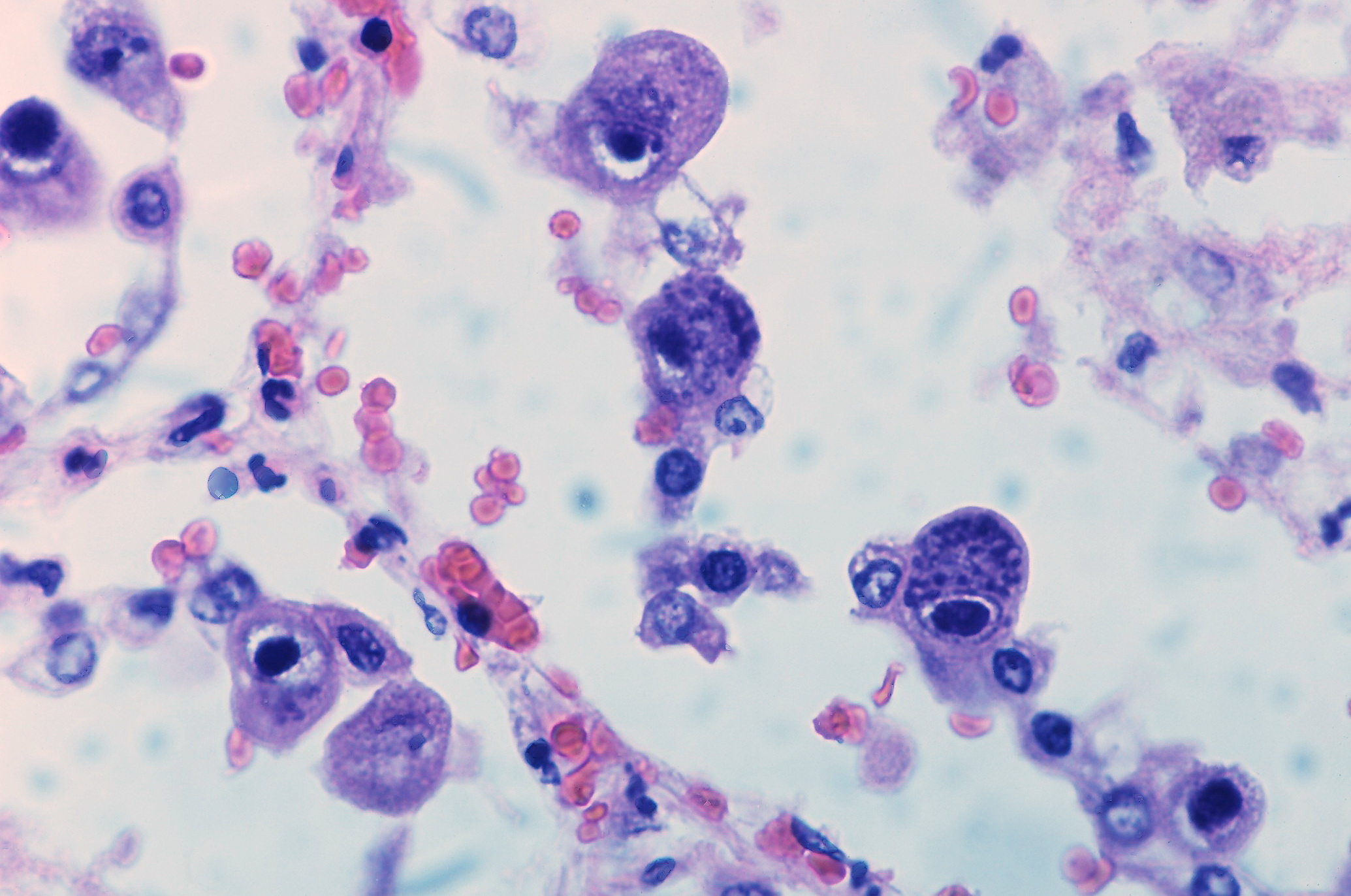
Basophile Einschlusskörperchen (EK) in Lungengewebe bei Cytomegalie. Um die EKs bildet sich ein freier Hof, so dass die Zellen das typische Aussehen als sogenannte „Eulenaugenzellen“ aufweisen

Die Diagnose wird meist im virologischen Labor serologisch durch Nachweis spezifischer Anti-PCMV-Antikörper in der indirekten Immunfluoreszenz oder einem Western-Blot gestellt. Als direkter Nachweis ist eine Virusisolierung in der Zellkultur auf Fibroblastenkulturen oder Schweinemakrophagen möglich. In der Fibroblastenkultur bilden sich als typisches Zeichen Einschlusskörperchen, ein Cytopathischer Effekt kann sichtbar sein. Ein qualitativer und quantitativer Nachweis des PCMV mittels PCR ist aus Serum, Nasenabstrichen oder Gewebeproben möglich. Postmortal sind histologisch große, basophile Einschlusskörperchen in der respiratorischen Schleimhaut, den Speicheldrüsen und im Nierengewebe sichtbar. Die Einschlusskörperchen können auch intra vitam in Nasenschleimhautgewebe beobachtet werden, das durch Abstriche (Bürstenabstriche) gewonnen wurde.
Vom klinischen Bild ist differentialdiagnostisch eine Rhinitis atrophicans abzugrenzen.

## Therapie und Vorbeugung
Eine spezifische antivirale Therapie ist bei erkrankten Tieren nicht erprobt. Bei Untersuchungen von Xenotransplantationen mit Organtransplantationen vom Schwein auf Paviane, bei der es nach Reaktivierung des PCMV aus dem porcinen Organen zu einer schweren systemischen Erkrankung mit disseminierter intravasaler Gerinnung beim Pavian kommen kann, haben sich Ganciclovir und Cidofovir als ausreichend wirksame Virustatika erwiesen. Ein Impfstoff gegen das Porcine Cytomegalievirus steht nicht zur Verfügung. Die derzeit einzigen vorbeugenden Maßnahmen sind eine ausreichend gute Hygiene und verbesserte Haltungsbedingungen der Schweinebestände.